# Entzinkung

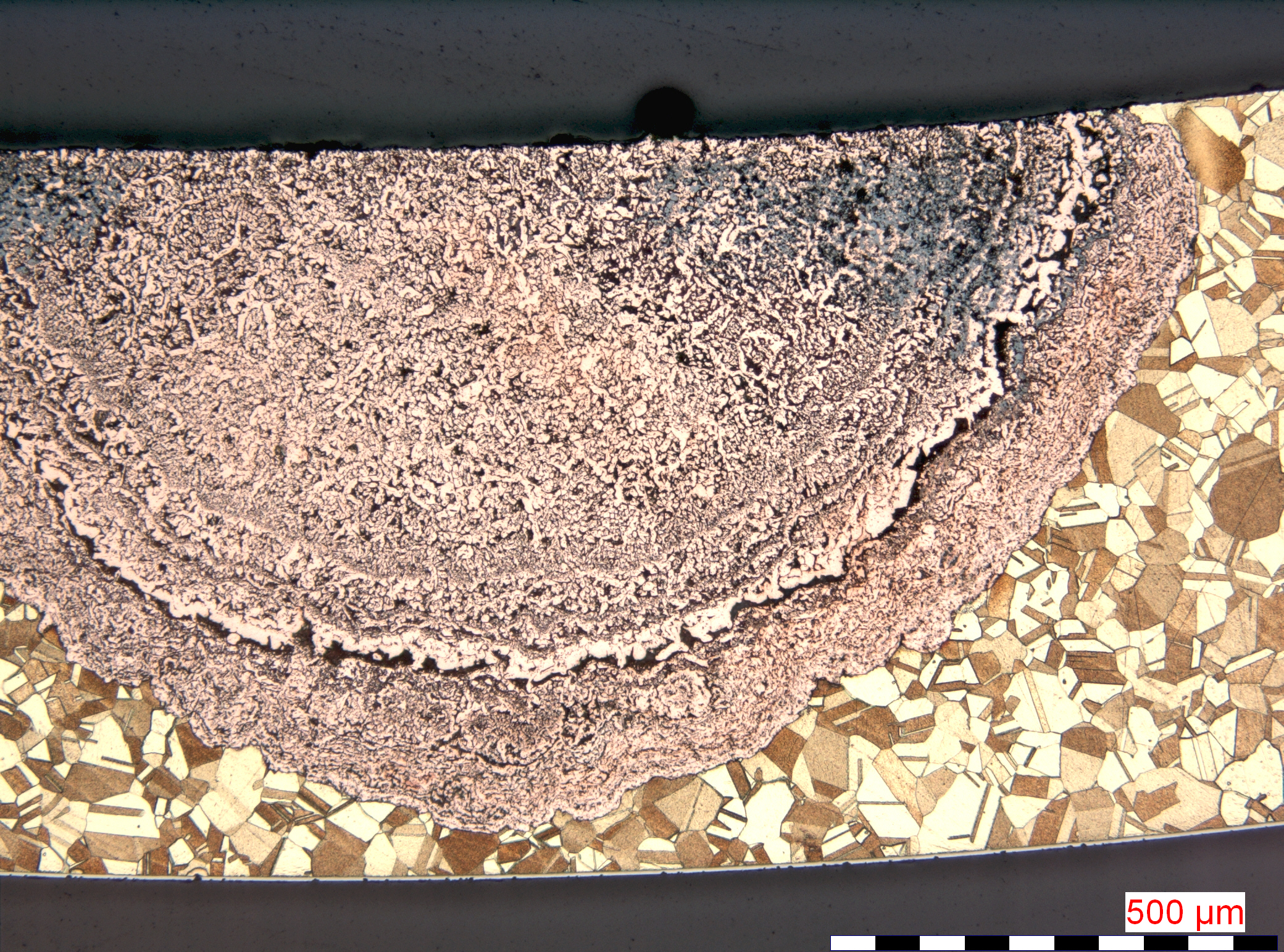
Pfropfenentzinkung eines Wasserhahnes

Die Entzinkung ist eine Korrosionsart, die vor allem bei Kupfer-Zink-Legierungen (z. B. Messing) mit mehr als 20 % Zink auftritt.
Kupfer wird bei diesem Korrosionsvorgang meistens als schwammige Masse aus dem Messing abgeschieden. Das Zink bleibt entweder in Lösung oder lagert sich in Form von basischen Salzen über der Korrosionsstelle ab. Die Entzinkung kann örtlich begrenzt und in die Tiefe gehend oder flächig ausgebreitet auftreten.
Die Entstehung dieser Korrosion setzt dickere Deckschichten aus Korrosionsprodukten, Kalkablagerungen oder sonstige Ablagerungen von Fremdteilen auf der Metalloberfläche voraus. Wasser mit erhöhtem Chloridgehalt begünstigt bei höheren Temperaturen und bei niedrigen Strömungsgeschwindigkeiten das Auftreten von Entzinkung. Häufig tritt Entzinkung auch im Zusammenhang mit starker Biofilmbildung auf.